# Gschwendt (Gemeinde Kottes-Purk)
Gschwendt ist eine Ortschaft und eine Katastralgemeinde der Gemeinde Kottes-Purk im Bezirk Zwettl in Niederösterreich sowie eine ehemalige Gemeinde.

## Geografie
Das Dorf befindet sich östlich von Kottes nahe der Landesstraße L78 und ist über die L7064 erreichbar. Beim Ort entspringt der Himberger Mühlbach.

## Siedlungsentwicklung
Zum Jahreswechsel 1979/1980 befanden sich in der Katastralgemeinde Gschwendt insgesamt 17 Bauflächen mit 10.058 m² und 30 Gärten auf 30.583 m², 1989/1990 gab es 14 Bauflächen. 1999/2000 war die Zahl der Bauflächen auf 73 angewachsen und 2009/2010 bestanden 40 Gebäude auf 65 Bauflächen.

## Geschichte
Der Ort wird spätestens 1590 zum ersten Mal schriftlich erwähnt.
Im Eintrag der Josephinischen Fassion aus Jahre 1786/87 gab es im heutigen Ort 17 Häuser.
Im Jahr 1822 wurde der Ort als Dorf mit neun Häusern genannt, das nach Sankt Johann bei Heinrichschlag eingepfarrt war, wohin auch die Kinder eingeschult wurden. Die Herrschaft Albrechtsberg besaß die Ortsobrigkeit und besorgte die Konskription, die Herrschaft Pöggstall übte die Landgerichtsbarkeit. Die Untertanen und Grundholde des Ortes gehörten der Rana, Spitz und Herrschaft Prandhof.
Nach der Entstehung der Ortsgemeinden 1849 wurde der Ort eine eigenständige Ortsgemeinde, zu dieser zählten auch noch die Katastralgemeinden Fohra, Schoberhof, Trittings und Wernhies.
Laut Adressbuch von Österreich waren im Jahr 1938 in der Ortsgemeinde Gschwendt einige Landwirte ansässig.
Im Zuge der Niederösterreichischen Kommunalstrukturverbesserung wurde der Ort durch die Vereinigung der Gemeinde Gschwendt mit der Gemeinde Kottes-Purk am 1. Januar 1971 ein Teil der Gemeinde.

## Bodennutzung
Die Katastralgemeinde ist landwirtschaftlich geprägt. 160 Hektar wurden zum Jahreswechsel 1979/1980 landwirtschaftlich genutzt und 41 Hektar waren forstwirtschaftlich geführte Waldflächen. 1999/2000 wurde auf 135 Hektar Landwirtschaft betrieben und 36 Hektar waren als forstwirtschaftlich genutzte Flächen ausgewiesen. Ende 2018 waren 132 Hektar als landwirtschaftliche Flächen genutzt und Forstwirtschaft wurde auf 36 Hektar betrieben. Die durchschnittliche Bodenklimazahl von Gschwendt beträgt 24,5 (Stand 2010).